# Malvern, Worcestershire
Malvern este un oraș în comitatul Worcestershire, regiunea West Midlands, Anglia. Orașul se află în districtul Malvern Hills a cărui reședință este.